# Търговище (община в Сърбия)
Вижте пояснителната страница за други значения на Търговище.
Търговище (на сръбски: Општина Трговиште) е община в Пчински окръг, югоизточна Сърбия, с площ 370 км2, административен център е Търговище. Общината е част от географската област Македония.

## Населени места
35 села:
| - Бабина поляна - Барбаце - Владовце - Голочевац - Горна Търница - Горни Кози дол - Горни Стаевац - Горновац - Деянце - Джерекарце - Долна Търница - Долни Кози дол | - Долни Стаевац - Думбия - Зладовце - Калово - Лесница - Мала река - Марганце - Мездрая - Нови глог - Ново село - Петровац | - Пролесе - Радовница - Райчевце - Сурлица - Търговище - Цървени град - Църна река - Църновце - Шаинце - Шапранце - Широка планина - Шумата Търница |

## Население
Населението на община възлиза на 5091 жители (2011 г.)
Етнически състав:
- сърби – 4977 жители
- цигани – 29 жители
- македонци – 27 жители
- българи – 14 жители
- други – 3 жители
- неизяснени – 18 жители
- неизвестни – 23 жители